# Paolo Gallarati
Paolo Gallarati (Torino, 18 giugno 1949) è un musicologo e critico musicale italiano.
È socio dell’Accademia delle Scienze di Torino.

## Biografia
Ha  compiuto gli studi universitari nella Facoltà di Lettere della Università di Torino, laureandosi nel 1973 sotto la guida di Massimo Mila  con una tesi sui rapporti tra Gluck e Mozart pubblicata nel 1975. Ha svolto la sua carriera nell’Università di Torino, dapprima come assistente presso la Facoltà di Lettere, poi come professore associato nella Facoltà di Magistero e di Scienze della formazione, dove ha insegnato come professore ordinario di Storia della musica e Drammaturgia musicale dal 2000 al 2019, congedandosi con una Lectio Magistralis dedicata al "Valore formativo del melodramma".  I suoi studi, compresi nel periodo che va dal Seicento all’Ottocento, sono incentrati essenzialmente sui problemi della drammaturgia musicale affrontata sotto diversi punti di vista in libri e saggi pubblicati in Italia, Francia, Germania e Inghilterra, da una  prospettiva analitica  (saggi su Monteverdi, Gluck, Mozart, Salieri, Rossini, Weber, Verdi), ed estetico-musicale (su  Ranieri de’ Calzabigi, Goldoni, Da Ponte, Giuseppe Carpani, ecc.).  Il taglio metodologico adottato nei vari studi è di orientamento diverso, e va dall ’analisi musicale, alla ricognizione di temi culturali affrontati da un punto di vista storico e  semiotico. Una particolare attenzione Paolo Gallarati ha dedicato ai problemi teorici e pratici della messinscena dell’opera lirica.
È stato membro del comitato direttivo della rivista «Il Saggiatore musicale» dalla sua fondazione nel 1994 sino al 2009. Dal  1972 esercita la critica musicale sulle colonne de «La Stampa» su cui ha pubblicato più di mille articoli (in parte raccolti nel volume Trent’anni all’opera) e, a partire dalla sua fondazione nel 1989, sulla rivista «Amadeus». Nel 1996 ha conseguito il secondo  «Premio internazionale Massimo Mila per la saggistica musicale», nel 2003 gli è stato assegnato il «Premio Imola per la saggistica e la critica musicale» nel 2019 il «Premio Caruso» per interpreti e critici della musica. Fa parte del Comitato d’onore dell’edizione critica delle «Opere di Gioachino Rossini» edita da Bärenreiter (Kassel-Basel-London-New York-Praha), è membro della Commissione preposta all’Edizione Nazionale delle Commedie per musica di Domenico Cimarosa, è membro del comitato direttivo di «Studi Verdiani», organo  dell’Istituto nazionale di Studi Verdiani  è direttore del progetto «UTET Grandi Opere» dedicato ai grandi operisti italiani dell’Ottocento e comprendente 5 volumi, in corso di pubblicazione. Dal 2018 è socio corrispondente e dal 2022 nazionale dell'Accademia delle Scienze di Torino.

## Opere

### Libri
- Gluck e Mozart, Torino, Einaudi, 1975, ISBN 8806431749
- Musica e Maschera. Il libretto italiano del Settecento, Torino, Edt, 1984, ISBN 8870630323
- La forza delle parole. Mozart drammaturgo, Torino, Einaudi, 1993, ISBN 9788806123437
- L’Europa del melodramma. Da Calzabigi a Rossini, Alessandria, Edizioni dell’Orso, 1999, ISBN 8876944133
- Trent’anni all’opera (1978-2010), Firenze, Le Lettere, 2012, ISBN 9788860875853
- Verdi ritrovato. Rigoletto, Il trovatore, La traviata, Milano, il Saggiatore, 2016, ISBN 9788842822196
- Verdi, Milano, il Saggiatore, 2022, ISBN 9788842831327

### Saggi
- Postfazione in H. ABERT, Mozart, vol.II, Milano, 1985, pp. 772–799  ISBN 8842807265
- Grammatica dell'esotismo nell'“Oberon” di Weber, in Opera & Libretto II, a cura di G.Folena, M.T.Muraro, G.Morelli, Firenze, Olschki, 1993, pp. 175–198, ISBN 8822240642
- “Il combattimento di Tancredi e Clorinda”: Monteverdi esegeta del Tasso, in Torquato Tasso, cultura e poesia, a cura di M. Masoero, Torino, Scriptorium, 	1997, pp. 291–312, ISBN 8845561313
- Mozart and eighteenth-century comedy in Opera buffa in Mozart's Vienna, a cura di M. Hunter and J. Webster, Cambridge, Cambridge University Press, 1997, pp. 98–111, ISBN 052102711X
- La sfida di “Armide”: Gluck ‘pittore’ e ‘poeta’ in  “Musica e Storia”, VII, n.2, dic.1999, pp. 465–480, ISSN 1127-0063
- La nascita della drammaturgia musicale, in Storia del teatro moderno e contemporaneo, a cura di R.Alonge e G. Davico Bonino, Torino, Einaudi, 2000, vol.II, pp. 1123–1144, ISBN 9788806147518
- Mozart e Shakespeare nel «Don Giovanni» di Peter Brook, in «Il Saggiatore Musicale», VIII, 2001 n. 2, pp. 261–294, ISSN 1123-8615
- Il re Teodoro in Venezia tra melodramma e commedia, in Giovanni Paisiello e la cultura europea del suo tempo, a cura di  F. P. Russo, Lucca, Libreria Musicale Italiana, 2007, pp. 179–199, ISBN 8870964485
- Mimesi e astrazione nella regia del teatro musicale, in La regia teatrale. Specchio delle brame della modernità, a cura di R. Alonge, Bari, Edizioni di Pagina, 2007, pp. 175–188, ISBN 9788874700455
- Musica e regia: l'interpretazione scenica della partitura teatrale, in Luchino Visconti, la macchina e le muse, a cura di F.Mazzocchi, Bari, Edizioni di Pagina, 2008, pp. 93–113, ISBN 9788874700578
- Oltre la «solita forma». Morfologia ed ermeneutica nella critica verdiana in «Il Saggiatore musicale», XVI, 2009, pp. 203–244, ISSN 1123-8615
- Metamorfosi dell’opera buffa: Paisiello, Mozart, Cimarosa, Rossini in Alle più care immagini. Atti delle due giornate di studi rossiniani in memoria di Arrigo Quattrocchi “La Sapienza” Università di Roma, 27-28 maggio 2011, Milano, il Saggiatore Tascabili, 2016, pp. 17–41, ISBN 9788856599985
- Voci shakespeariane nella partitura del Macbeth di Verdi, in Shakespeare: un romantico italiano a cura di R. Bertazzoli e C. Gibellini, Cesati, Firenze, 2017, pp. 195–208, ISBN 887667635X